# Alfauir
Alfauir, en valencien et officiellement, (Alfahuir en castillan), est une commune d'Espagne de la province de Valence dans la Communauté valencienne. Elle est située dans la comarque de la Safor et dans la zone à prédominance linguistique valencienne.

## Géographie

Localisation d'Alcàsser
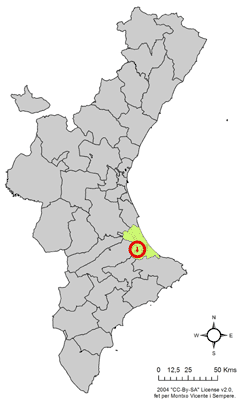
dans la Communauté valencienne.
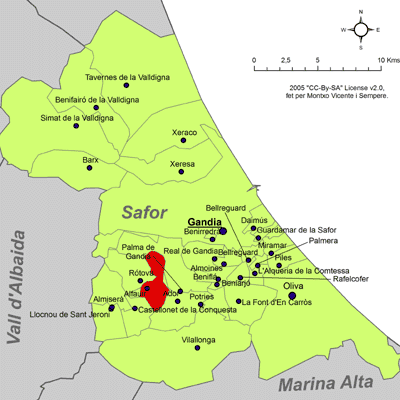
dans la comarque de la Safor.

## Patrimoine
- Monastère de Saint-Jérôme de Cotalba, une des constructions monastiques les plus remarquables de la Communauté valencienne

## Personnalités
- Nicolás Borrás (1530, Cocentaina - 1610, Monastère Saint-Jérôme de Cotalba, Alfauir), un des grands peintres valenciens du XVIe siècle.
- Salvador Cardona, coureur cycliste espagnol. Il a été le premier vainqueur d'étape espagnol du Tour de France en 1929.
- Antonio Sancho de Benevento, artiste orfèvre de la renaissance espagnole et moine du monastère Saint-Jérôme de Cotalba.

### Sources
- (es) Cet article est partiellement ou en totalité issu de l’article de Wikipédia en espagnol intitulé « Alcácer » (voir la liste des auteurs).
- (es) Varaciones de los municipios de España desde 1842, Ministerio de administraciones públicas, octobre 2008, 364 p. (lire en ligne) [PDF]